# (2361) Gogol
(2361) Gogol est un astéroïde de la ceinture principale.

## Description
(2361) Gogol est un astéroïde de la ceinture principale. Il fut découvert par Nikolaï Tchernykh le 1er avril 1976 à Naoutchnyï. Il présente une orbite caractérisée par un demi-grand axe de 3,136 UA, une excentricité de 0,142 et une inclinaison de 1,622° par rapport à l'écliptique.
Il fut nommé en hommage à l'écrivain russe Nicolas Gogol.

## Compléments